# Ефіопія на літніх Олімпійських іграх 2016
Ефіопія на літніх Олімпійських іграх 2016 була преставлена 35 спортсменами в трьох видах спорту.

## Медалісти
| Медалі | Спортсмени      | Вид спорту     | Дисципліна        | Дата      |
| ------ | --------------- | -------------- | ----------------- | --------- |
| Золото | Алмаз Аяна      | Легка атлетика | жінки, 10 км      | 12 серпня |
| Срібло | Гензебе Дібаба  | Легка атлетика | жінки, 1500 м     | 16 серпня |
| Срібло | Феїса Лілеса    | Легка атлетика | чоловіки, марафон | 21 серпня |
| Бронза | Тірунеш Дібаба  | Легка атлетика | жінки, 10 км      | 12 серпня |
| Бронза | Тамірат Тола    | Легка атлетика | чоловіки, 10 км   | 13 серпня |
| Бронза | Маре Дібаба     | Легка атлетика | жінки, марафон    | 12 серпня |
| Бронза | Алмаз Аяна      | Легка атлетика | жінки, 5000 м     | 20 серпня |
| Бронза | Хагос Гебрхівет | Легка атлетика | чоловіки, 5000 м  | 20 серпня |

## Спортсмени
| Дисципліна         | Чоловіки | Жінки | Разом |
| ------------------ | -------- | ----- | ----- |
| Легка атлетика     | 13       | 19    | 35    |
| Шосейний велоспорт | 1        | 1     | 2     |
| Плавання           | 1        | 0     | 1     |
| Усього:            | 15       | 20    | 35    |

## Легка атлетика
Легенда
- Note – для трекових дисциплін місце вказане лише для забігу, в якому взяв участь спортсмен
- Q = пройшов у наступне коло напряму
- q = пройшов у наступне коло за добором (для трекових дисциплін - найшвидші часи серед тих, хто не пройшов напряму; для технічних дисциплін - увійшов до визначеної кількості фіналістів за місцем якщо напряму пройшло менше спортсменів, ніж визначена кількість)
- NR = Національний рекорд
- N/A = Коло відсутнє у цій дисципліні
- Bye = спортсменові не потрібно змагатися у цьому колі
- NM = жодної успішної спроби

Трекові і шосейні дисципліни
Чоловіки
| Мохаммед Аман        | 800 м                | 1:48.33  | 2 Q  | 1:46.14         | 8               | Завершив виступ | Завершив виступ |     |     |
| Меконнен Гебремедхін | 1500 м               | 3:47.33  | 5 Q  | 3:40.69         | 7               | Завершив виступ | Завершив виступ |     |     |
| Давіт Вольд          | 1500 м               | 3:39.29  | 10 q | 3:41.42         | 10              | Завершив виступ | Завершив виступ |     |     |
| Аман Воте            | 1500 м               | DNS      | DNS  | Завершив виступ | Завершив виступ | Завершив виступ | Завершив виступ |     |     |
| Муктар Едріс         | 5000 м               | 13:19.65 | 2 Q  | Н/Д             | Н/Д             | DSQ             | DSQ             | DSQ | DSQ |
| Деджен Гебремескел   | 5000 м               | 13:19.67 | 3 Q  | Н/Д             | Н/Д             | 13:51.91        | 12              |     |     |
| Хагос Гебрхівет      | 5000 м               | 13:24.65 | 1 Q  | Н/Д             | Н/Д             | 13:04.35        | 3               |     |     |
| Їгрем Демелаш        | 10000 м              | Н/Д      | Н/Д  | Н/Д             | Н/Д             | 27:06.27        | 4               |     |     |
| Абаді Ембає          | 10000 м              | Н/Д      | Н/Д  | Н/Д             | Н/Д             | 27:26.34        | 15              |     |     |
| Тамірат Тола         | 10000 м              | Н/Д      | Н/Д  | Н/Д             | Н/Д             | 27:06.26        | 3               |     |     |
| Хайлемаріам Амаре    | 3000 м з перешкодами | 8:35.01  | 8    | Н/Д             | Н/Д             | Завершив виступ | Завершив виступ |     |     |
| Чала Бейо            | 3000 м з перешкодами | 8:32.06  | 7    | Н/Д             | Н/Д             | Завершив виступ | Завершив виступ |     |     |
| Тафесе Себока        | 3000 м з перешкодами | DSQ      | DSQ  | Н/Д             | Н/Д             | Завершив виступ | Завершив виступ |     |     |
| Тесфає Абера         | Марафон              | Н/Д      | Н/Д  | Н/Д             | Н/Д             | DNF             | DNF             |     |     |
| Лемі Берхану         | Марафон              | Н/Д      | Н/Д  | Н/Д             | Н/Д             | 2:13:29         | 13              |     |     |
| Феїса Лілеса         | Марафон              | Н/Д      | Н/Д  | Н/Д             | Н/Д             | 2:09:54         | 2               |     |     |

Жінки
| Спортсменка      | Дисципліна           | Попередній забіг | Попередній забіг | Півфінал         | Півфінал         | Фінал            | Фінал            |                  |                  |
| Спортсменка      | Дисципліна           | Результат        | Місце            | Результат        | Місце            | Результат        | Місце            |                  |                  |
| ---------------- | -------------------- | ---------------- | ---------------- | ---------------- | ---------------- | ---------------- | ---------------- | ---------------- | ---------------- |
| Хабітам Алему    | 800 м                | 1:58.99          | 3 q              | 2:00.07          | 6                | Завершила виступ | Завершила виступ |                  |                  |
| Тігст Ассефа     | 800 м                | 2:00.21          | 5                | Завершила виступ | Завершила виступ | Завершила виступ | Завершила виступ |                  |                  |
| Гудаф Цегай      | 800 м                | 2:00.13          | 4                | Завершила виступ | Завершила виступ | Завершила виступ | Завершила виступ |                  |                  |
| Гензебе Дібаба   | 1500 м               | 4:10.61          | 1 Q              | 4:03.06          | 1 Q              | 4:10.27          | 2                |                  |                  |
| Бесу Садо        | 1500 м               | 4:08.11          | 6 Q              | 4:05.19          | 4 Q              | 4:13.58          | 9                |                  |                  |
| Давіт Сеяум      | 1500 м               | 4:05.33          | 1 Q              | 4:04.23          | 2 Q              | 4:13.14          | 8                |                  |                  |
| Алмаз Аяна       | 5000 м               | 15:04.35         | 1 Q              | Н/Д              | Н/Д              | 14:33.59         | 3                |                  |                  |
| Сенбере Тефері   | 5000 м               | 15:17.43         | 2 Q              | Н/Д              | Н/Д              | 14:43.75         | 5                |                  |                  |
| Абабель Єшанех   | 5000 м               | 15:24.38         | 8 q              | Н/Д              | Н/Д              | 15:18.26         | 14               |                  |                  |
| Алмаз Аяна       | 10000 м              | Н/Д              | Н/Д              | Н/Д              | Н/Д              | 29:17.45 WR      | 1                |                  |                  |
| Гелете Бурка     | 10000 м              | Н/Д              | Н/Д              | Н/Д              | Н/Д              | 30:26.66         | 8                |                  |                  |
| Тірунеш Дібаба   | 10000 м              | Н/Д              | Н/Д              | Н/Д              | Н/Д              | 29:42.56         | 3                |                  |                  |
| Софія Ассефа     | 3000 м з перешкодами | 9:18.75          | 2 Q              | Н/Д              | Н/Д              | 9:17.15          | 5                |                  |                  |
| Хівот Аялев      | 3000 м з перешкодами | 9:35.09          | 7                | Н/Д              | Н/Д              | Завершила виступ | Завершила виступ | Завершила виступ | Завершила виступ |
| Етенеш Діро Неда | 3000 м з перешкодами | 9:34.70          | 7 q              | Н/Д              | Н/Д              | 9:38.77          | 15               |                  |                  |
| Маре Дібаба      | Марафон              | Н/Д              | Н/Д              | Н/Д              | Н/Д              | 2:24:30          | 3                |                  |                  |
| Тірфі Цегайє     | Марафон              | Н/Д              | Н/Д              | Н/Д              | Н/Д              | 2:24:47          | 4                |                  |                  |
| Тігіст Туфа      | Марафон              | Н/Д              | Н/Д              | Н/Д              | Н/Д              | DNF              | DNF              |                  |                  |
| Єхуалеє Бетелев  | ходьба на 20 км      | Н/Д              | Н/Д              | Н/Д              | Н/Д              | DSQ              | DSQ              |                  |                  |
| Аскале Тікса     | ходьба на 20 км      | Н/Д              | Н/Д              | Н/Д              | Н/Д              | 1:44:15          | 61               |                  |                  |

## Велоспорт

### Шосе
| Спортсмен    | Дисципліна                       | Час          | Місце        |
| ------------ | -------------------------------- | ------------ | ------------ |
| Тсгабу Грмай | Групова шосейна гонка (чоловіки) | Не фінішував | Не фінішував |

## Плавання
| Спортсмен           | Дисципліна                           | Попередній заплив | Попередній заплив | Півфінал         | Півфінал         | Фінал            | Фінал            |
| Спортсмен           | Дисципліна                           | Час               | Місце             | Час              | Місце            | Час              | Місце            |
| ------------------- | ------------------------------------ | ----------------- | ----------------- | ---------------- | ---------------- | ---------------- | ---------------- |
| Robel Kiros Habte   | 100 метрів вільним стилем (чоловіки) | 1:04.95           | 59                | Завершив виступ  | Завершив виступ  | Завершив виступ  | Завершив виступ  |
| Рехель Гебресілассі | 50 метрів вільним стилем (жінки)     | 32.51             | 75                | Завершила виступ | Завершила виступ | Завершила виступ | Завершила виступ |